# Église Saint-Saturnin de Loubajac
Pour les articles homonymes, voir Église Saint-Saturnin.
L'église Saint-Saturnin de Loubajac est une église catholique située à Loubajac, dans le département français des Hautes-Pyrénées en France .

## Localisation
L'église est située dans le département français des Hautes-Pyrénées, sur la commune de Loubajac.

## Historique
L'édifice est inscrit au titre des monuments historiques en 1986 et classé en 1994.

## Galerie de photos

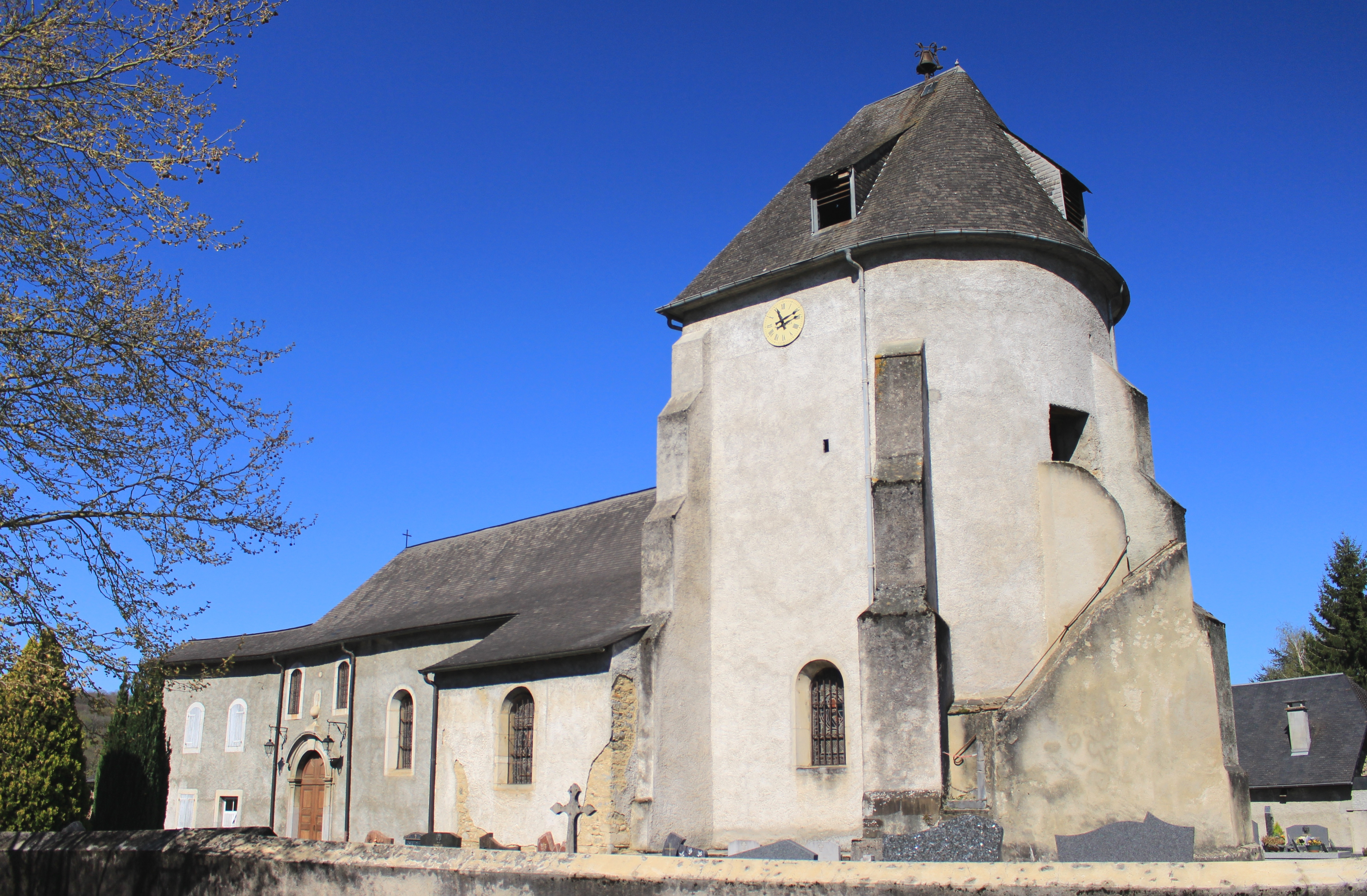
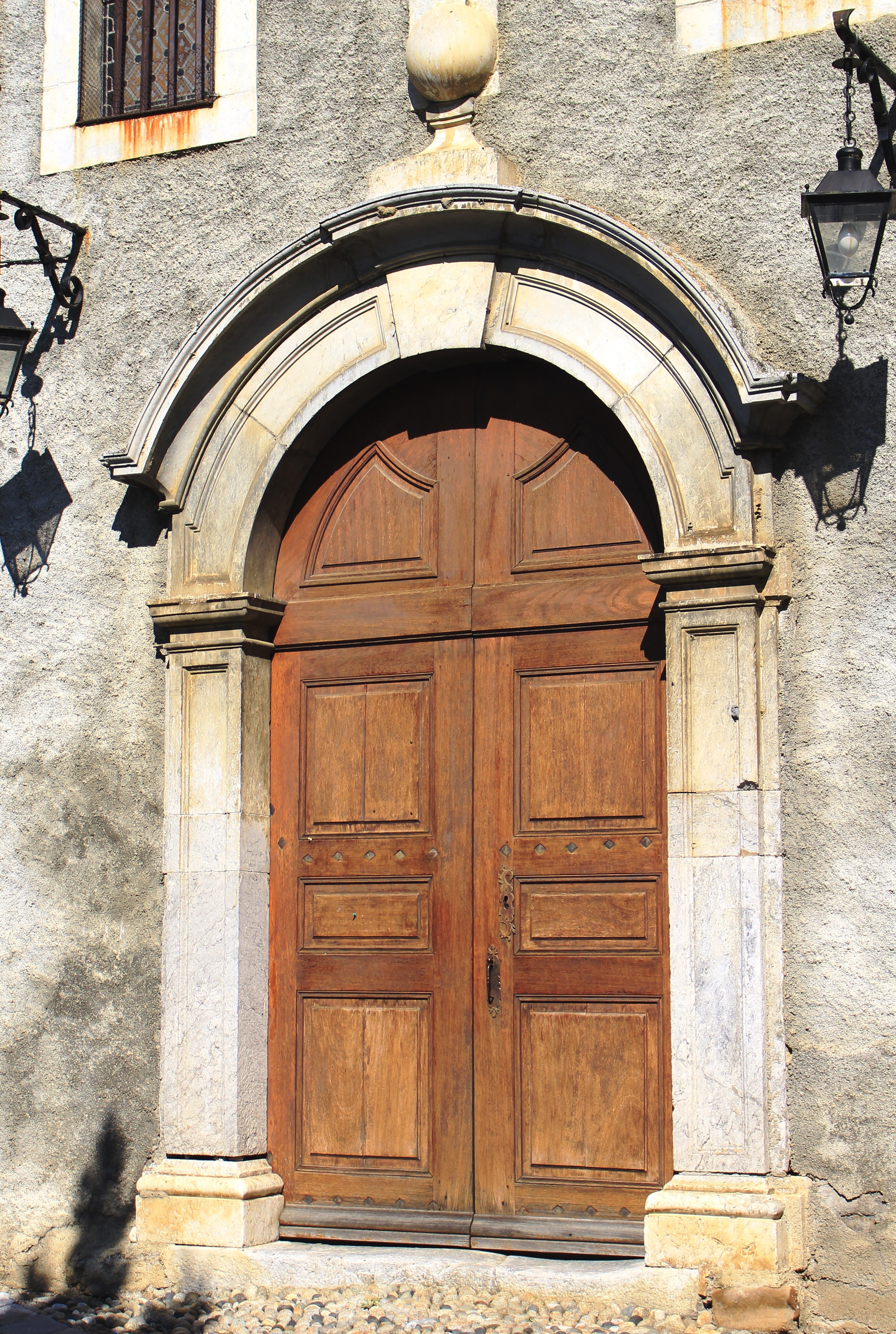
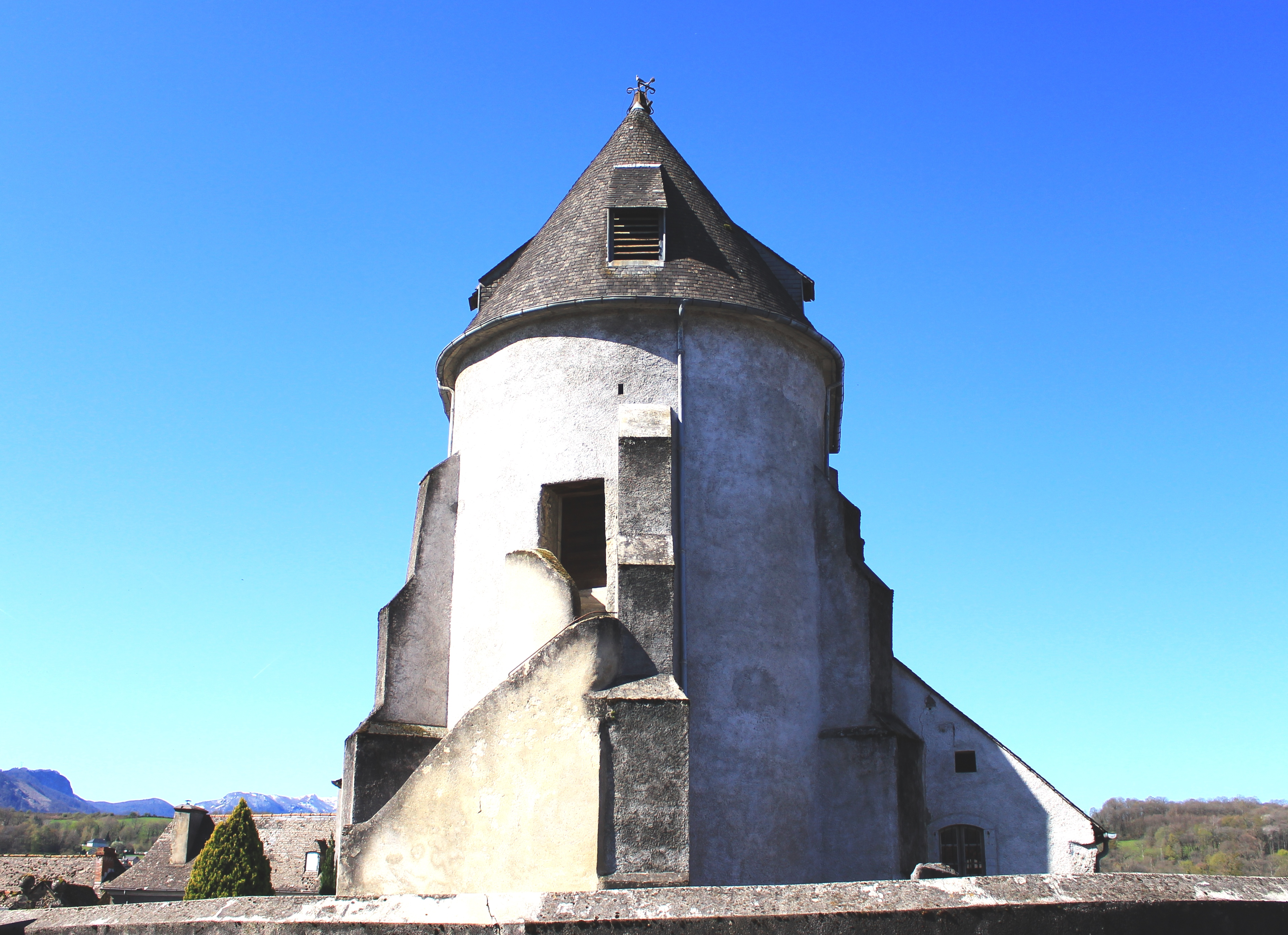